# Пепеляев, Николай Яковлевич
Николай Яковлевич Пепеляев (1914—1988) — подполковник Советской Армии, участник Великой Отечественной войны, Герой Советского Союза (1945).

## Биография
Николай Пепеляев родился 22 мая 1914 года в деревне Карасье (ныне — Пермский район Пермского края). После окончания шести классов школы работал в колхозе. В 1936 году Пепеляев был призван на службу в Рабоче-крестьянскую Красную Армию. В 1939 году он окончил курсы младших лейтенантов. Участвовал в боях на Халхин-Голе. С октября 1941 года — на фронтах Великой Отечественной войны.
К апрелю 1945 года гвардии капитан Николай Пепеляев командовал батареей 57-миллиметровых орудий 2-го мотострелкового батальона 17-й гвардейской механизированной бригады 6-го гвардейского механизированного корпуса 4-й гвардейской танковой армии 1-го Украинского фронта. Отличился во время Берлинской операции. 19 апреля 1945 года батарея Пепеляева во время боя за населённый пункт Шпреталль уничтожила три вражеских танка. 22 апреля батарея уничтожила ещё 6 танка, 8 самоходных орудий, 9 артиллерийских орудий, 38 автомашин и более 100 солдат и офицеров противника. В тех боях Пепеляев лично захватил в плен 11 вражеских солдат и офицеров. 27 апреля 1945 года во время боёв за переправу через канал в районе Потсдама батарея Пепеляева уничтожила 2 вражеских катера, заставив экипажи остальных судов сдаться в плен. 28 апреля 1945 года батарея успешно штурмовала Потсдам, уничтожив 2 танка, 1 дзот и 4 огневые точки.
Указом Президиума Верховного Совета СССР от 29 июня 1945 года за «образцовое выполнение боевых заданий командования на фронте борьбы с немецкими захватчиками и проявленные при этом мужество и героизм» гвардии капитан Николай Пепеляев был удостоен высокого звания Героя Советского Союза с вручением ордена Ленина и медали «Золотая Звезда» за номером 7859.
После окончания войны Пепеляев продолжил службу в Советской Армии. В 1948 году он окончил Высшую офицерскую артиллерийскую школу. В 1955 году в звании подполковника Пепеляев был уволен в запас. Проживал и работал в Перми. Умер в 1988 году.
Был также награждён орденом Красного Знамени, двумя орденами Отечественной войны 1-й степени, орденом Отечественной войны 2-й степени, тремя орденами Красной Звезды, монгольским орденом и рядом медалей.